# Christian Stubbe
Christian Stubbe, född 26 januari 1982, är en tysk bågskytt. Han deltog vid olympiska sommarspelen 2000.